# Paracoptacra
Paracoptacra är ett släkte av insekter. Paracoptacra ingår i familjen gräshoppor.
Kladogram enligt Catalogue of Life:
| Paracoptacra | \| \| Paracoptacra ascensi \| \| \| \| \| \| Paracoptacra cauta \| \| \| \| |
|              | \| \| Paracoptacra ascensi \| \| \| \| \| \| Paracoptacra cauta \| \| \| \| |
|              | Paracoptacra ascensi                                                        |
|              |                                                                             |
|              | Paracoptacra cauta                                                          |
|              |                                                                             |